# علي أبو حسون
أبو حسون علي بن محمد الشيخ الوطاسي (? - توفي 24 شوال 961 هـ 22 شتنبر 1554م) آخر سلطان للمغرب من الوطاسيين، حكم سنة 1554.

## استرجاع فاس
بعد فتح محمد الشيخ مدينة فاس سنة 956 هـ. نجا أبو حسون من الأسر، واتصل بنائب الملك في إسبانيا والتجأ إلى شارل كان بألمانيا. ولما لم تفلح مساعيه استنجد بالبرتغال الذين زودوه بست بواخر. ووقع في قبضة الجيش العثماني بعرض المتوسط. وأقنع الرئيس صالح التركي بمساعدته وتوجه معه في جيش مؤلف من عناصر جزائرية وتركية. ولم يستطع محمد الشيخ المهدي أن يصد هجوم الجيش العثماني عند تازة ثم فاس التي وقعت تحت الاحتلال العثماني، وهكذا عاد الوطاسيون إلى الحكم بفاس أوائل صفر 961 هـ. والتجأ محمد المهدي إلى مراكش. وقدم أبو حسون إلى الجيش التركي تعويضات كبيرة، من بينها جزيرة قميرة.
استفاد أبو حسون من موقف فاس القوي، ومن مساندة عرب الخلط الذين كانوا في البداية ضمن جيش السعديين بعد أخذه لفاس للمرة الأولى سنة 956 هـ. وقد اعترف بذلك لسكان هذه المدينة بعد رجوعه إليها مع العثمانيين حين دخل يبكي من كثرة الفرح، وترجل عن فرسه وصار يعانق الناس كبيرا وصغيرا. وتم إستقباله بحفاوة بعد فرار الشيخ منها. .

## مقتله
لما فر السلطان محمد الشيخ السعدي من فاس إلى مراكش، استقر بها وصرف عزمه لقتال أبي حسون فأخذ في استنفار القبائل وتعبئة العساكر والأجناد ثم نهض بهم إلى فاس فخرج إليه السلطان أبو حسون في رماة فاس وما انضاف إليهم من جيش العرب فكانت الهزيمة على أبي حسون فرجع إلى فاس وتحصن بها فتقدم الشيخ السعدي وحاصره إلى أن ظفر به فقتله واستولى على حضرة فاس وصفا له أمرها.
الظاهر أن أبا العباس الأعرج قد تمكن من الانضمام إلى أبي حسون في ظروف غير واضحة وذلك لينتقم من أخيه محمد الشيخ الذي اعتقله عدة سنوات. ولكي يعزل محمد المهدي أبي حسون، فقد أشاع أن هذا الأخير قد وقع في قبضته، وهرع الأعرج إلى أخيه مستسلماً من جديد. وبذلك تم القضاء كلياً على الدولة الوطاسية، بعد أن عمد محمد المهدي إلى قتل بقايا الأسرة الوطاسية من أبناء أبي حسون وغيرهم.